# Князевич, Василий Михайлович
Василий Михайлович Князевич (укр. Василь Михайлович Князевич; род. 9 марта 1956, село Терновица, Станиславская область) — украинский врач, политический и государственный деятель. Министр здравоохранения Украины (2007—2010).

## Образование
Образование высшее, окончил Ивано-Франковский медицинский институт, по специальности — врач.
Кандидат медицинских наук (с 1996).
Доктор медицинских наук.

## Трудовая деятельность
Трудовой путь начал медбратом терапевтического отделения Ивано-Франковской городской клинической больницы № 1, работал главным врачом Яблунивского тубдиспансера и главным врачом Бучацкого района, заведовал отделом здравоохранения Тернопольской облгосадминистрации.
С ноября 2000 года — главный врач Тернопольского областного противотуберкулезного диспансера.
С 2002 года — главный врач центральной поликлиники Деснянского района, начальник управления здравоохранения Деснянской райгосадминистрации столицы.
С апреля 2005 года — начальник медицинского управления, заместитель руководителя Государственного управления делами.
Назначен на должность Министра здравоохранения Украины в втором правительстве Юлии Тимошенко Постановлением Верховной Рады Украины № 10-VI от 18 декабря 2007 года.
Сразу после вступления в должность новый министр здравоохранения пообещал быстрее вывести украинскую медицину на европейский уровень, но «без очередной революции» на пути к поставленной цели. Также среди топ-задач, очерченных В.Князевичем, — за пять лет увеличить среднюю продолжительность жизни украинца на три года.
Потерял пост в связи с отставкой Кабмина после победы на президентских выборах Виктора Януковича.
Ректор Киевского Медицинского Университета Украинской Ассоциации Народной Медицины (2012—2013).
С сентября 2013 года — заведующий кафедрой управления охраной общественного здоровья Национальной академии государственного управления при Президенте Украины.

## Личная жизнь
Отец троих детей.
Приходится родным дядей народному депутату Украины от НУНС, экс-члену Центризбиркома Руслан Князевич.
Недвижимость: квартира 128,9 м ², садовый дом общей площадью 177,36 м ².

## Награды, государственные ранги
Государственный служащий 5-го ранга (с мая 2005), 4-го ранга (с декабря 2006).
Заслуженный врач Украины (с января 2007). Почётная грамота Кабинета Министров Украины (2006).